# Эль-Ферроль
Эль-Ферро́ль (исп. El Ferrol, галис. Ferrol [feˈrɔl]) — город и муниципалитет на северо-западе Испании, находится в составе района (комарки) Ферроль, расположен на севере провинции Ла-Корунья в составе автономного сообщества Галисия. Расстояние до административного центра провинции, города Ла-Корунья — 52 км.
Город находится в устье бухты Ферроль, имеет прибрежную часть обращенную к Атлантическому океану и граничит по суше с муниципалитетом Нарон. По данным 2021 года, является третьим городом по численности населения, в составе провинции, и седьмым, по этому показателю, в Галисии. Ориентирован на деятельность связанную с морем. Он является основным центром гражданского и военного судостроения Испании, военно-морской базой флота. Широко развиты отрасли туризма и торговли.

## Топонимика и этимология
Топоним «Ферроль» впервые зафиксирован в церковном документе собора Сантьяго-де-Компостела от 30 марта 1087 года, в котором упоминается на латыни:
sancto Iuliano de Ferrol
Этот документ является первым упоминанием не только места, но и храма, дороманского или романского, посвященного католическому святому Юлиану, покровителю города. Позже, в 1111 году, в документах близ лежащего монастыря упоминается такой же топоним на латинском языке:
Villa de Ferrol et suos homines et Villam de Canito

## География
Город расположен на северо-западе провинции Ла-Корунья в Галисии, расположенной, в свою очередь, на северо-западе Пиренейского полуострова. Его границы ограничены атлантическим побережьем на западе, муниципалитетом Нарон на севере и востоке, и бухтой Ферроль на юге.
Город разделен на 23 района:
1. Каранса исп. Caranza
2. Ресимиль исп. Recimil
3. Эстеиро порт. Esteiro
4. Магдалена галис. Magdalena
5. Ферроль Вельо исп. Ferrol Vello
6. Канидо исп. Canido
7. Расширение А (Инферниньо) исп. Ensanche A (Inferniño)
8. Расширение Б (Ултрамар) исп. Ensanche B (Ultramar)
9. Сан-Хоан — Бертон исп. San Xoan - Bertón
10. Санта Маринья исп. Santa Mariña
11. Сан-Пабло-де-Катабоис исп. San Pablo de Catabois
12. Санта Иси́а исп. Santa Icía
13. Серантес исп. Serantes
14. А Кабана галис. A Cabana
15. А Гранья галис. A Graña
16. Брион исп. Brión
17. Сан-Фелипе исп. San Felipe
18. Дониньос галис. Doniños
19. Сан-Хурхо галис. San Xurxo
20. Эсмелье галис. Esmelle
21. Ковас галис. Covas
22. Мармакон исп. Marmacón
23. Мандиа исп. Mandiá

### Климат
В городе преобладает океанический климат с обильными дождями осенью и зимой. Летом не очень солнечно и типично наличие прибрежного тумана.
| Обсерватория Монтевентозо             | Обсерватория Монтевентозо | Обсерватория Монтевентозо | Обсерватория Монтевентозо | Обсерватория Монтевентозо | Обсерватория Монтевентозо | Обсерватория Монтевентозо | Обсерватория Монтевентозо | Обсерватория Монтевентозо | Обсерватория Монтевентозо | Обсерватория Монтевентозо | Обсерватория Монтевентозо | Обсерватория Монтевентозо | Обсерватория Монтевентозо |
| Месяц                                 | Янв                       | Фев                       | Март                      | Апр                       | Май                       | Июнь                      | Июль                      | Авг                       | Сен                       | Окт                       | Нояб                      | Дек                       | Год                       |
| ------------------------------------- | ------------------------- | ------------------------- | ------------------------- | ------------------------- | ------------------------- | ------------------------- | ------------------------- | ------------------------- | ------------------------- | ------------------------- | ------------------------- | ------------------------- | ------------------------- |
| Средняя максимальная температура (°C) | 11,3                      | 11,0                      | 13,3                      | 14,1                      | 16,1                      | 18,9                      | 20,6                      | 20,8                      | 19,6                      | 17,5                      | 13,7                      | 11,7                      | 15,7                      |
| Средняя температура (°C)              | 9,3                       | 8,8                       | 10,7                      | 11,4                      | 13,3                      | 16,0                      | 17,8                      | 18,1                      | 17,1                      | 15,2                      | 11,7                      | 9,8                       | 13,3                      |
| Средняя минимальная температура (°C)  | 7,2                       | 6,6                       | 8,1                       | 8,7                       | 10,6                      | 13,2                      | 15,0                      | 15,4                      | 14,7                      | 13,0                      | 9,6                       | 7,8                       | 10,8                      |
| Осадки (мм)                           | 115                       | 93                        | 113                       | 62                        | 78                        | 61                        | 26                        | 45                        | 74                        | 86                        | 102                       | 115                       | 970                       |
| Источник:                             |                           |                           |                           |                           |                           |                           |                           |                           |                           |                           |                           |                           |                           |

## Демография
Население на 2021 год — 64 785 жителей. Занимает третье место по численности населения среди муниципалитетов в провинции Ла-Корунья, и седьмое в Галисии.
| Год  | Численность | Численность   |
| ---- | ----------- | ------------- |
| 2001 | 80 347      | [ 9 ]         |
| 2002 | 79 520      | [ 10 ]        |
| 2003 | 78 764      | [ 11 ]        |
| 2004 | 77 859      | [ 12 ]        |
| 2005 | 77 155      | [ 13 ]        |
| 2006 | 76 399      | [ 14 ]        |
| 2007 | 75 181      | [ 15 ]        |
| 2008 | 74 696      | [ 16 ]        |
| 2009 | 74 273      | [ 17 ]        |
| 2010 | 73 638      | [ 18 ]        |
| 2011 | 72 963      | [ 19 ]        |
| 2012 | 71 997      | [ 20 ]        |
| 2013 | 71 232      | [ 21 ]        |
| 2014 | 70 389      | [ 22 ]        |
| 2015 | 69 452      | [ 23 ]        |
| 2016 | 68 308      | [ 24 ]        |
| 2017 | 67 569      | [ 25 ]        |
| 2018 | 66 799      | [ 26 ] [ 27 ] |
| 2019 | 66 065      | [ 28 ]        |
| 2020 | 65 560      | [ 29 ]        |
| 2021 | 64 785      | [ 30 ]        |
| 2022 | 64 158      | [ 31 ]        |
| 2023 | 63 890      | [ 32 ]        |
| 2024 | 64 218      | [ 33 ]        |

## История

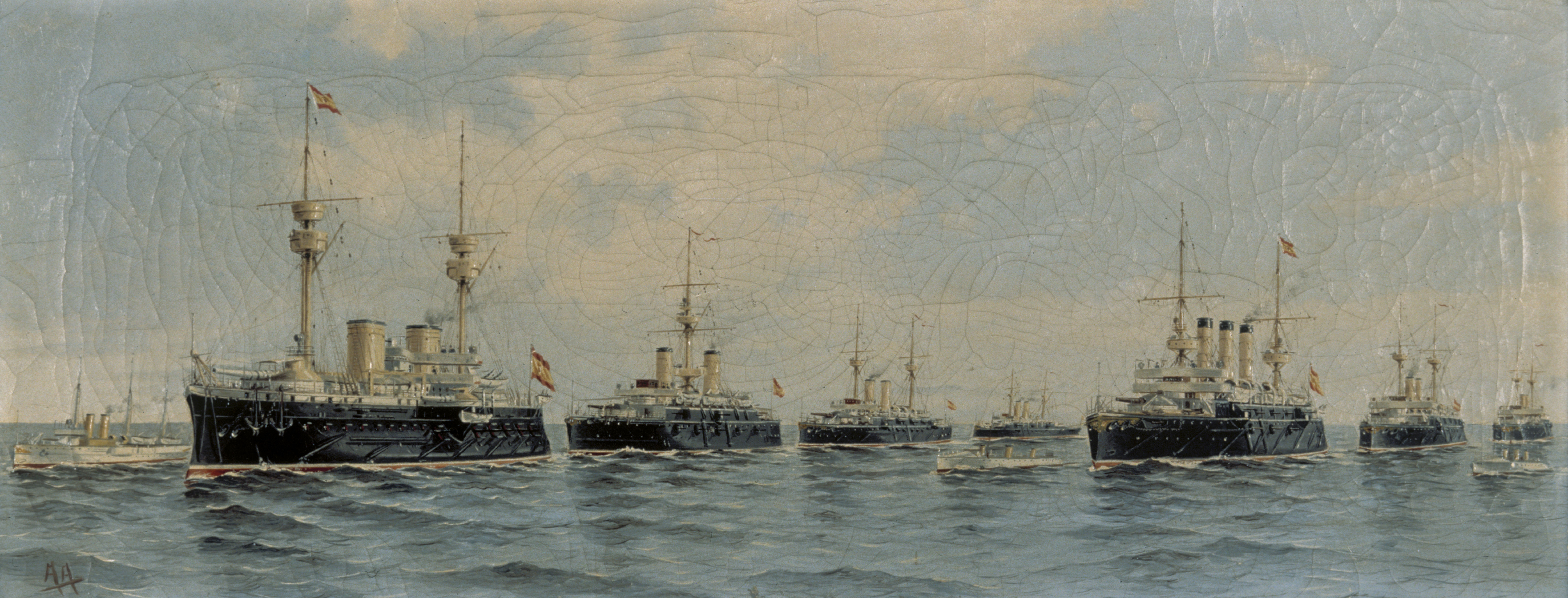
Испанская броненосная эскадра в Ферроле. Худ. Антонио Антон Иболеон (1897)

## Экономика
Во второй половине XX века были развиты отрасли судостроения, машиностроения, химической и деревообрабатывающей, а также рыбоконсервной промышленности.

## Достопримечательности
- Национальная выставка судостроения

### Объекты всемирного наследия ЮНЕСКО
27 апреля 2007 года включены в предварительный список, представленный Министерством культуры замки Ла-Пальма и Сан-Фелипе с арсеналом ВМФ. Список объектов подготовила Хунта Галисии. Также в 2018 году город предоставил список под названием «Город Феррол. Пуэрто-де-ла-Илюстрасьон».

### Путь Святого Иакова
Является отправной точкой "английского" варианта маршрута к мощям святого Иакова, для паломников, которые прибыли по морю из Англии, Ирландии, Скандинавии и Нидерландов.

## Административное устройство

### Муниципальное управление
Город является столицей района Ферроль, поэтому в нем находятся различные военные и гражданские учреждения — администрация порта Ферроль и Сан-Сибао, инстанции суда и права города.
Муниципальное пленарное заседание городского совета города состоит из 25 членов. Исторически сложилось так, что муниципальное правительство не имело кворума от одной партии, в результате чего возникала необходимость создания коалиции или вотумом недоверия различных партий.
С 1979 года главой муниципального управления были следующие мэры:
| Год    | Год   | Имя | Партия                     |
| начало | конец | Имя | Партия                     |
| ------ | ----- | --- | -------------------------- |
| 1979   | 1983  |     | Партия социалистов Галисии |
| 1983   | 1987  |     | Партия социалистов Галисии |
| 1987   | 1989  |     | Народный альянс            |
| 1989   | 1991  |     | Партия социалистов Галисии |
| 1991   | 1991  |     | Народная партия Галисии    |
| 1991   | 1995  |     | Партия социалистов Галисии |
| 1995   | 1999  |     | Народная партия Галисии    |
| 1999   | 2003  |     | Блок националистов Галисии |
| 2003   | 2007  |     | Народная партия Галисии    |
| 2007   | 2011  |     | Партия социалистов Галисии |
| 2011   | 2015  |     | Народная партия Галисии    |
| 2015   | 2019  |     | В приливе                  |
| 2019   | —     |     | Партия социалистов Галисии |

## Культура

### Известные люди
- Адександро Лопес Санчес — футболист клуба «Спортинг».

- Франсиско Франко Баамонде — самый известный уроженец города, правитель Испании в 1936—1975 годах. В его честь с 1938 до 1982 г. город назывался El Ferrol del Caudillo (Эль-Ферроль-Каудильо, то есть вождя). В городе до 2005 г. стояла его конная статуя.

- Хенаро Перес Вильямиль — родился в этом городе, один из основоположников и ярчайших представителей романтического пейзажа Испании.

- Модесто Домингес Эрвелья — жил в городе на улице Синфориана Лопеса, дом 48 и руководил гражданскими, строительными и гидротехническими работами (постройкой каменной дамбы арсенала и кораблей на городской верфи). Был командующим инженерных войск города[39].

- Торренте Бальестер, Гонсало — испанский литератор, родившийся в городе.

- Консепсьон Ареналь Понте — известный социолог.

- Родольфо Уча — испанский архитектор.

- Хуан Фариас Диас-Норьега — испанский литератор, родившийся в городе.

- Рикардо Карбальо Калеро — испанский литератор, родившийся в городе.

- Анхелес Альвариньо — женщина-окенограф, уроженка города[40].

## Города-побратимы
- Португалия, Вила-ду-Конди (1973)[41]
- Португалия, Агеда (1999)[42]
- Португалия, Виана-ду-Каштелу
- Испания, Картахена
- Испания, Луго (2000)[43]
- Испания, Мондоньедо (2004)[44]